# 34-та окрема мотострілецька бригада (РФ)
34-та окрема мотострілецька бригада (гірська) (34 омсбр (г), в/ч 01485) — гірсько-піхотне з'єднання Сухопутних військ Збройних сил Російської Федерації чисельністю у бригаду. Дислокується на станиці Сторожова-2, Зеленчуцького району Карачаєво-Черкесії. Перебуває у складі 49-ї загальновійськової армії Південного військового округу.
Головним завданням є ведення бойових й розвідувальних операцій у гірській місцевості. Бригада займається підготовкою військових альпіністів і має в'ючні підрозділи на конях місцевих порід.
Бригада була створена 2006 року. У 2022 році брала участь у повномасштабному вторгненні РФ в Україну на Херсонському напрямку.

## Опис

### Передумови і створення
У вересні 2004 року президент РФ Володимир Путін заявив про намір створити бригаду на південних кордонах РФ, яка мала б стати єдиним центром роботи різних спецслужб і відомств: ФСБ, Міністерства оборони, Прикордонної служби ФСБ. Замисел для її створення — мати спеціалізовану гірськопіхотну частину, розгорнуту неподалік від «гарячих точок» Кавказу. На відміну від більшості бригад, створених шляхом переформування вже наявних військових формувань, ця бригада мала створюватися з нуля. Розташування для майбутнього військового містечка обрали у станиці Сторожова-2, Зеленчуцького району Карачаєво-Черкесії, на висоті 1010 м над рівнем моря, у гірській місцевості і неподалік російсько-грузинського кордону, поблизу 20 перевалів Західного Кавказу, зокрема Марухського та Клухорського. Клухорський перевал — частина старої Воєнно-Сухумської дороги.
Військове містечко почали будувати у жовтні 2004 року, на його будівництво виділили 15 млрд рублів.
30 червня 2006 року президент РФ Володимира Путіна видав указ про створення 34-ї окремої мотострілецької бригади.
На 1 грудня 2007 року бригада була повністю укомплектована й розміщена на місці постійної дислокації у новозбудованому гарнізоні. До 2007 року звели 150 об'єктів інфраструктури. Кількість особового складу на 2007 рік становила 5000 осіб, при його наборі перевагу віддавали людям, що пройшли промислову або спортивну альпіністську підготовку й строкову службу за призовом.

### Російсько-грузинська війна
Під час російсько-грузинської війни 2008 року бригада перебувала на Марухському й Клухорському перевалах, але за даними російських джерел, у бойових діях участі не брала.
На 2011 рік, після реформи про скорочення кількості контрактників, за контрактом у бригаді служило менше половини особового складу. Більша частина — призовники.
На 2012 рік головною задачею бригади називали охорону Олімпіади 2014 року у Сочі.

### Російсько-українська війна
У 2014 році, за даними ГУР, підрозділи 34-ї бригади перебували в окупованому Росією Криму.
У 2021 році фіксувалося перекидання частин 34-ї бригади зі Ставрополя до окупованого Росією Криму.
15 червня 2022 року СтратКом ЗСУ повідомив, що частини бригади зазнають значних втрат у війні в Україні.

## Організаційно-штатна структура
- Управління бригади
- 1001-й окремий механізований батальйон (гірський) (в / ч 33182)
- 1021-й окремий механізований батальйон (гірський) (в / ч 33228)
- 491-й окремий гаубичний самохідно-артилерійський дивізіон (в / ч 47004)
- 1199-й окремий розвідувальний батальйон (гірський) (в / ч 33835)
- 33-а станція фпс (в / ч 33508)
- Батальйон зв'язку
- Зенітна ракетно-артилерійська батарея
- Рота радіоелектронної боротьби
- Інженерно-саперна рота
- Ремонтна рота
- Рота матеріального забезпечення
- Вьючно-транспортний взвод (56 коней)
- Пункт (відділення) ветеринарного забезпечення
- Медична рота
- Операційно-перев'язувальний взвод
- Санітарно-евакуаційний взвод
- Комендантський взвод
- Взвод радіаційного, хімічного і біологічного захисту
- Взвод управління (начальника артилерії)
- Взвод управління (начальника розвідувального відділення)
- Відділення управління начальника ППО
- Військовий оркестр
- Редакція і друкарня газети
- полігон
- Продовольчо-речова служба (20 осіб)
- Загін вартових собак

## Оснащення

### В'ючний транспорт
В'ючно-транспортний взвод є одним з підрозділів матеріально-технічного забезпечення 34-й омсбр(г). У ньому налічується понад 80 в'ючних коней карачіївської й монгольської порід. В ході планових тактичних навчань коней формують у зв'язки. Кожна зв'язка з чотирьох коней здатна переносити до 250 кг вантажу і здійснювати добовий перехід у 25-30 км. Перед початком літнього періоду навчання з в'ючно-транспортним взводом проводяться п'ятиденні тактико-спеціальні заняття в гірсько-лісистій місцевості з подоланням гірських і водних перешкод, а також спеціальні виїзди на полігоні, де коней привчають до роботи в умовах високогір'я, до звуків пострілів і розривів гранат.

### Озброєння і військова техніка

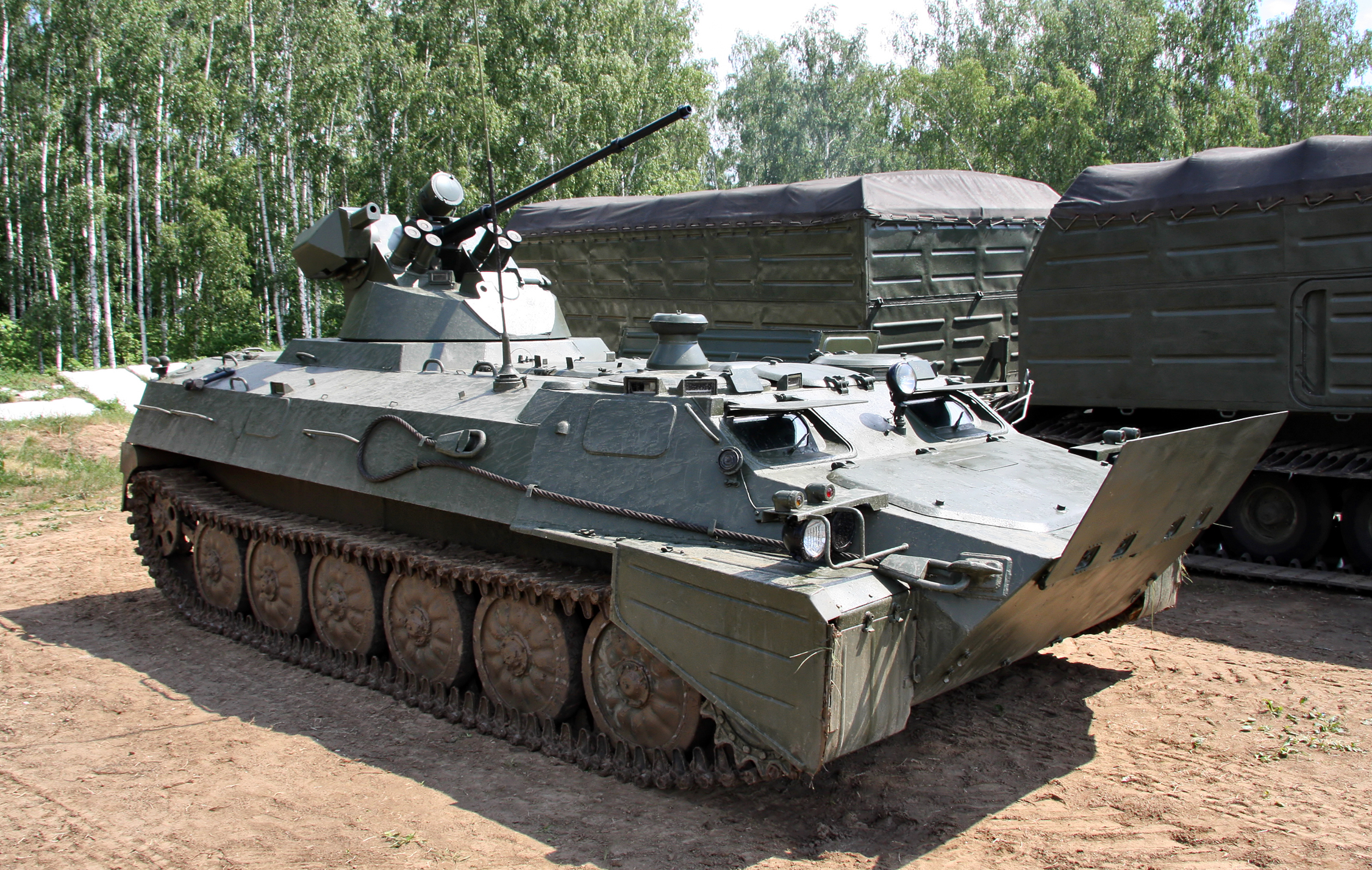
МТ-ЛБ 6МБ
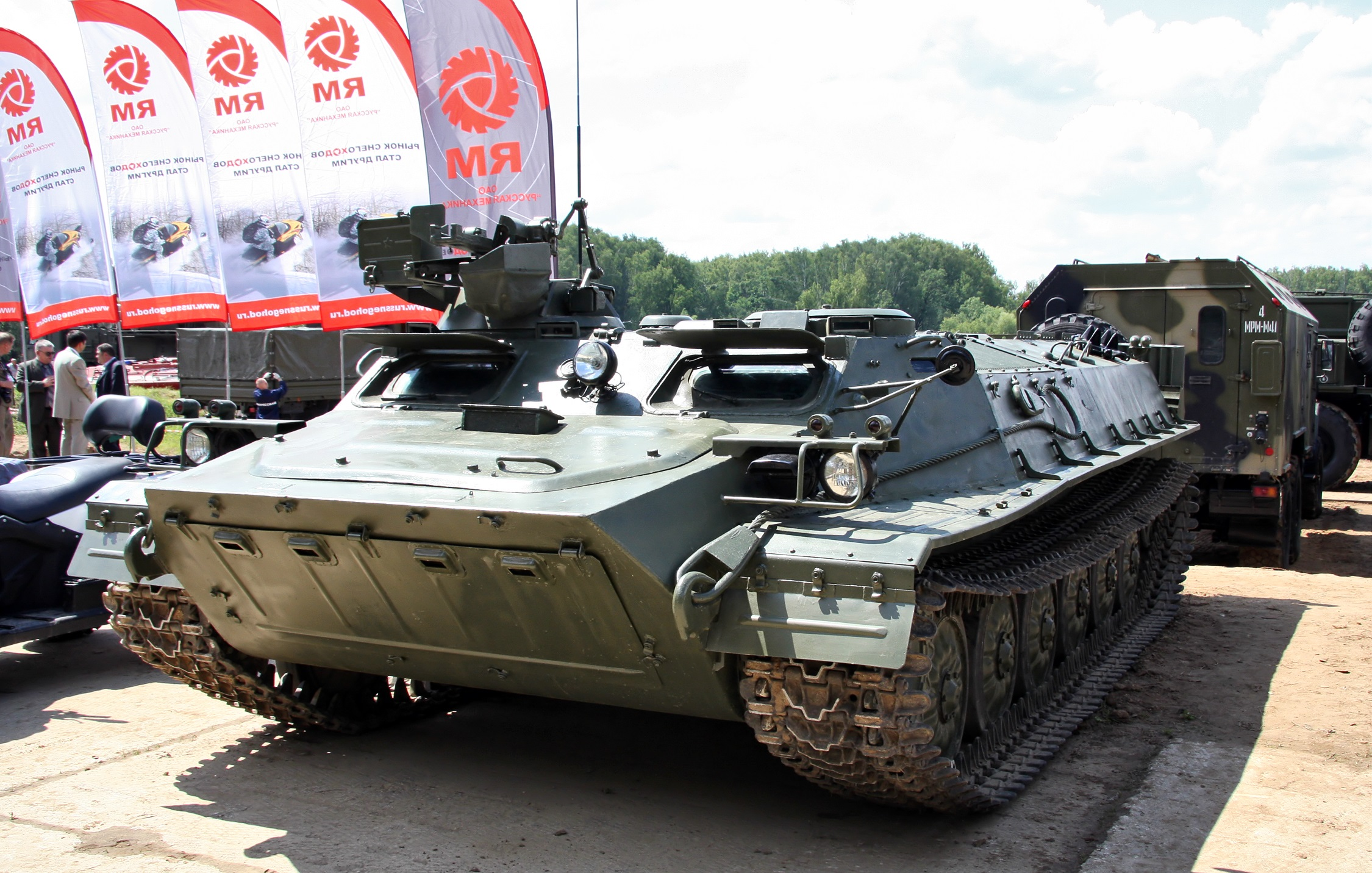
МТ-ЛБВМК
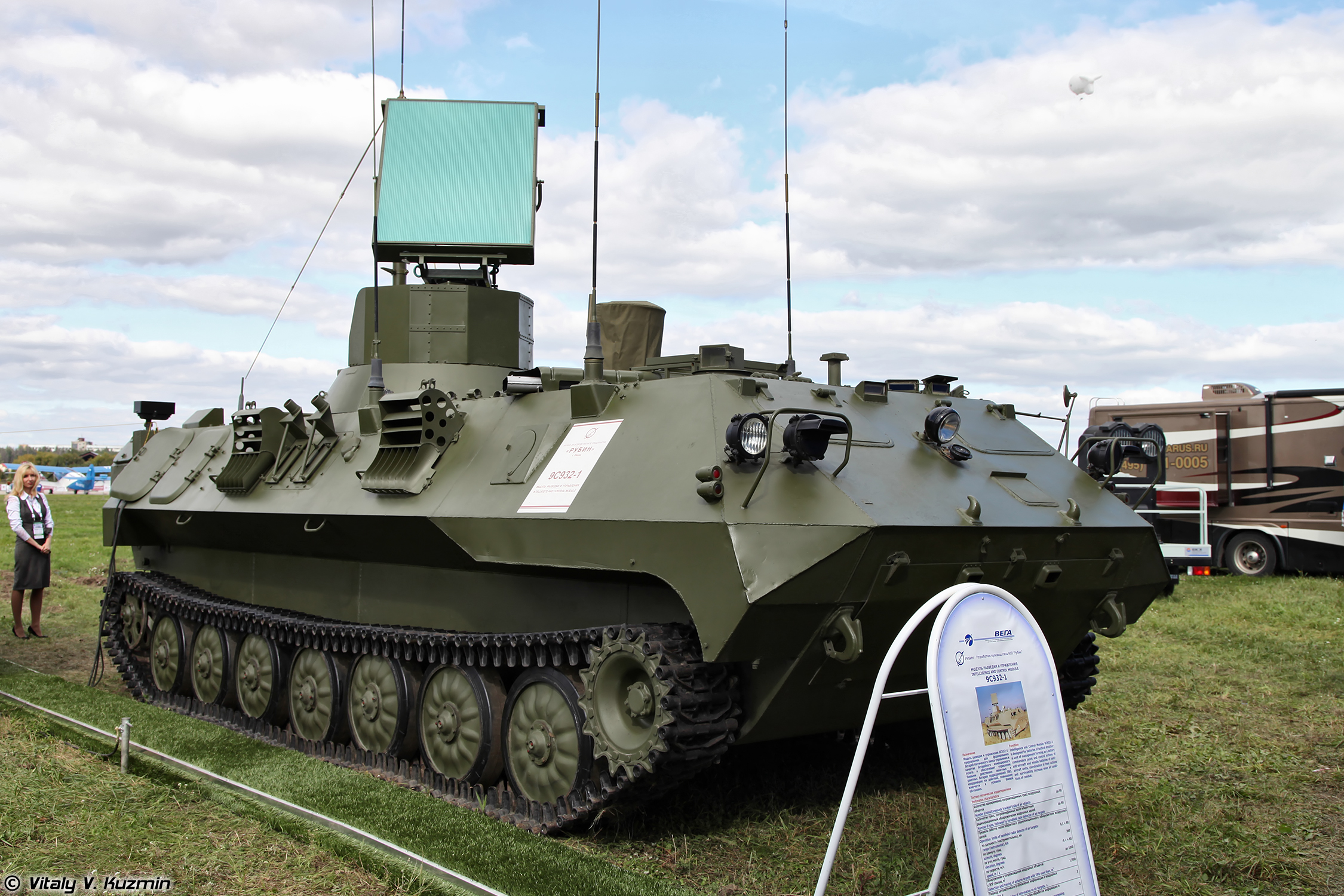
МТ-ЛБу
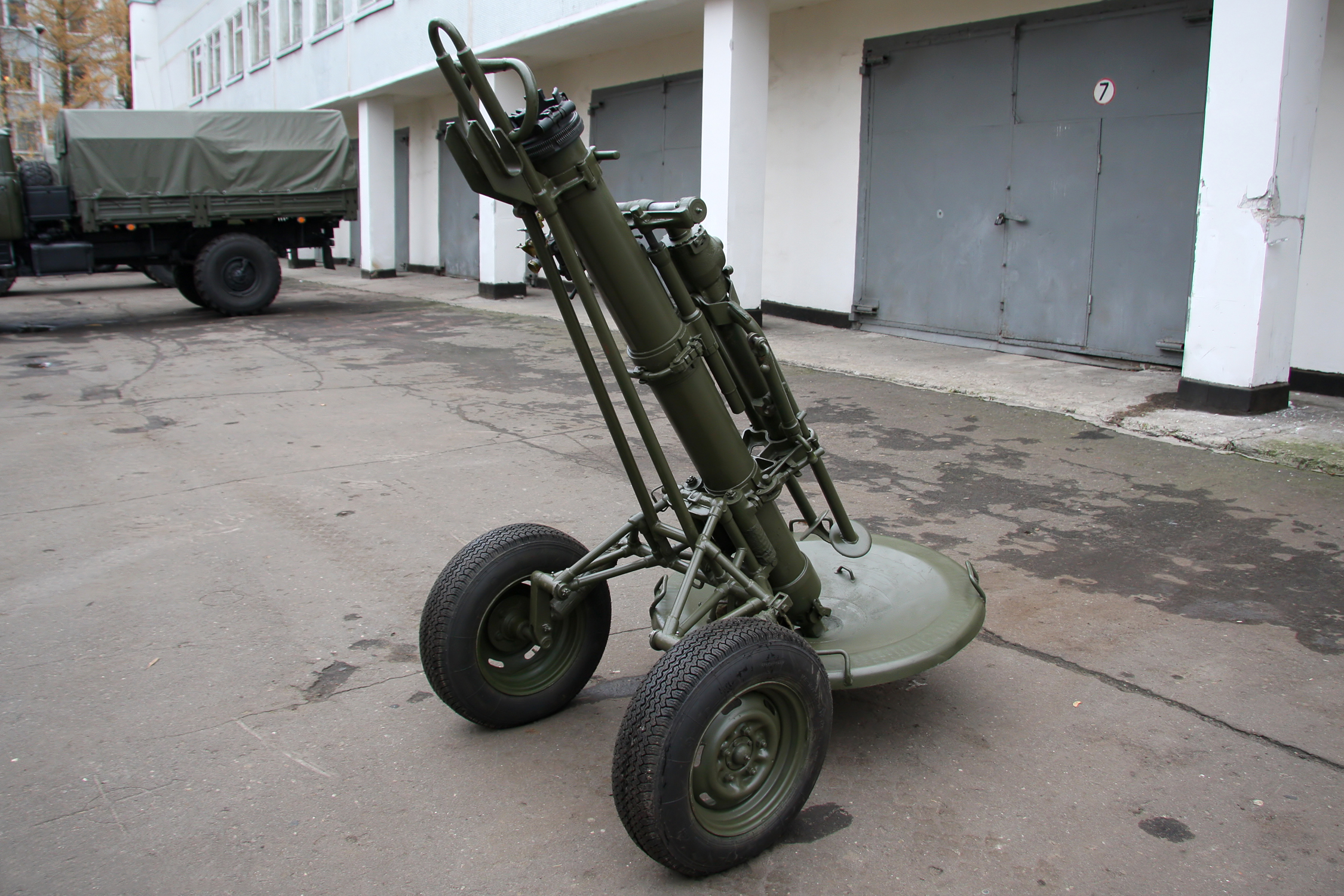
2Б11
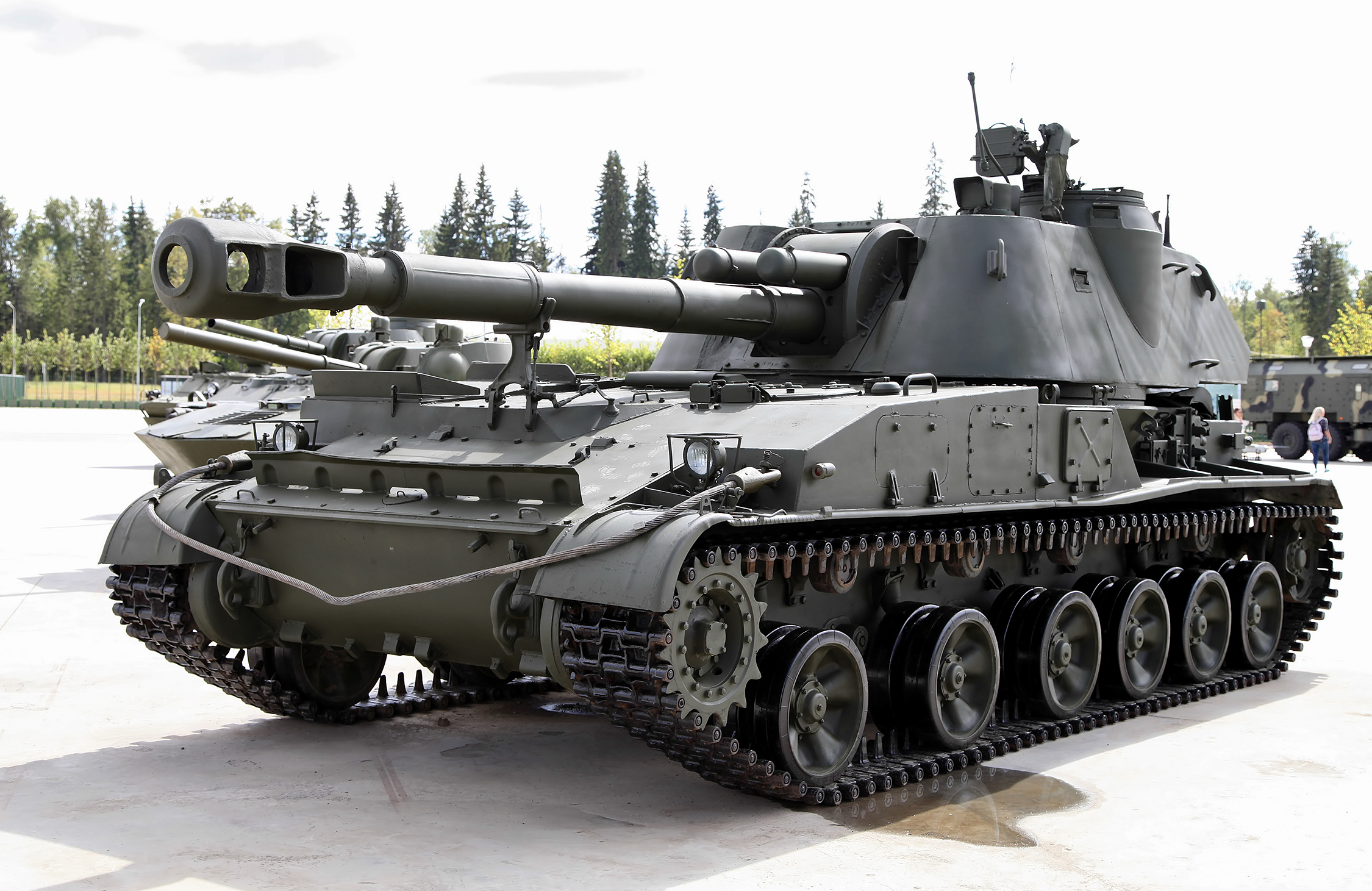
2С3
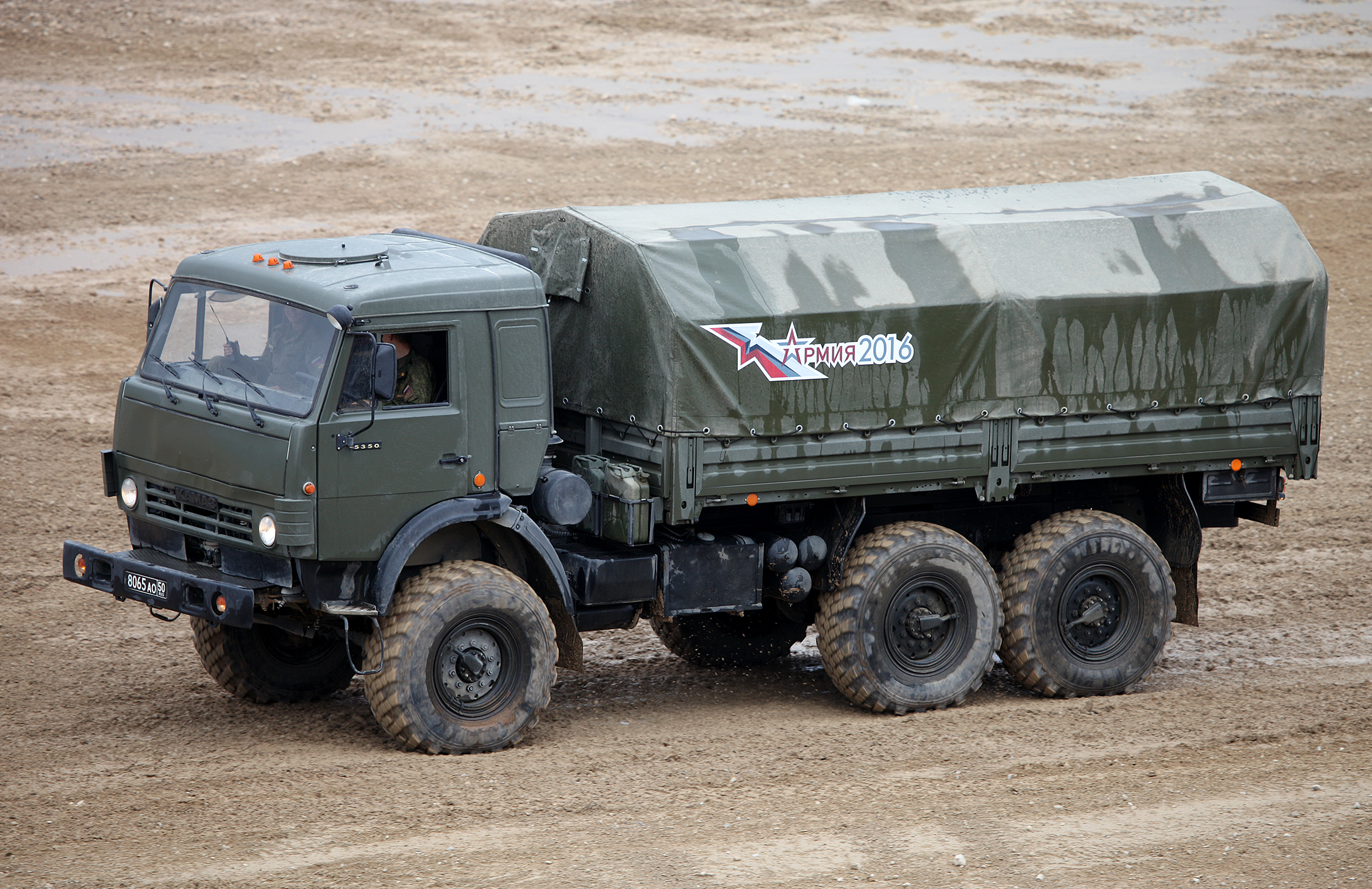
КамАЗ-5350
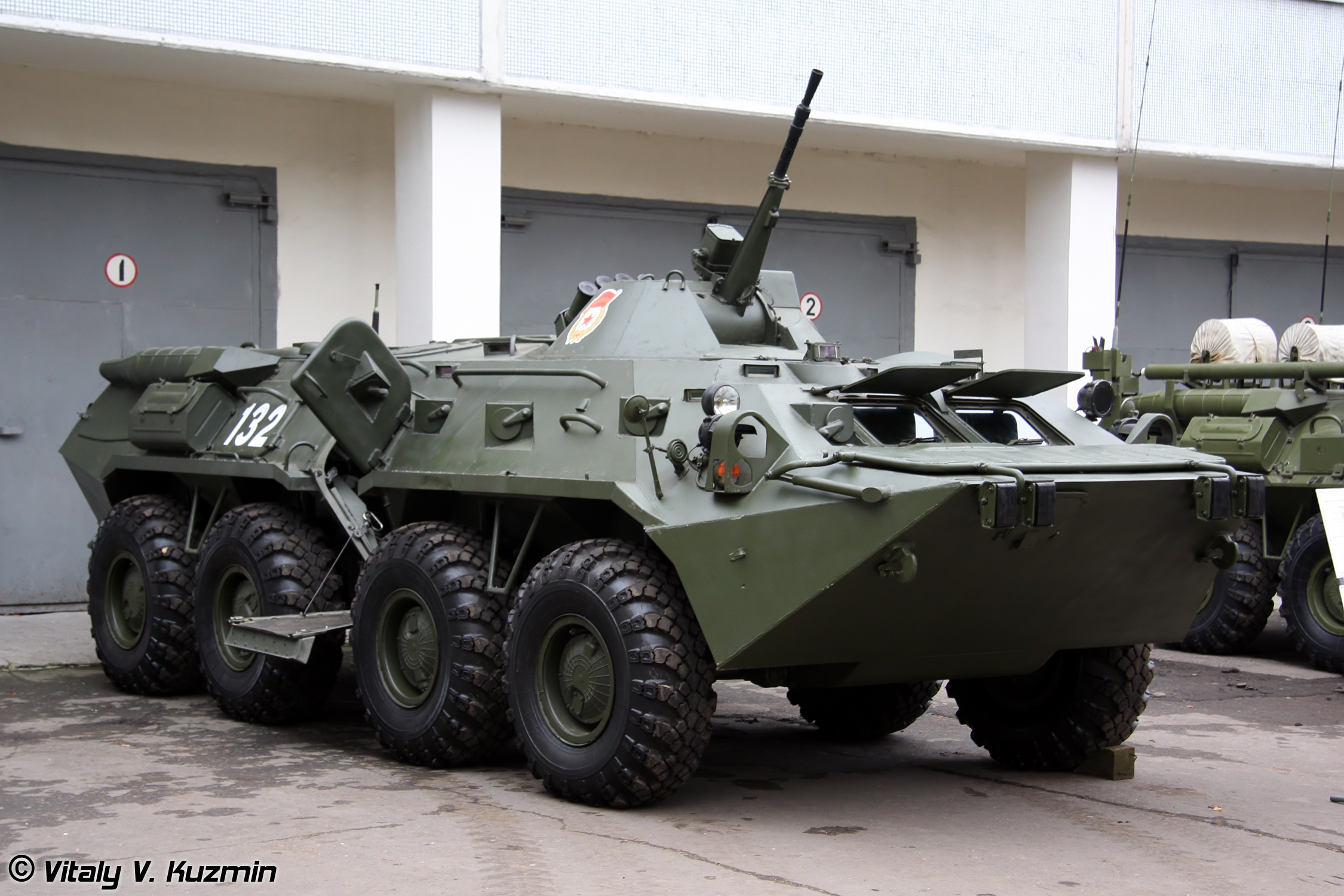
БТР-80
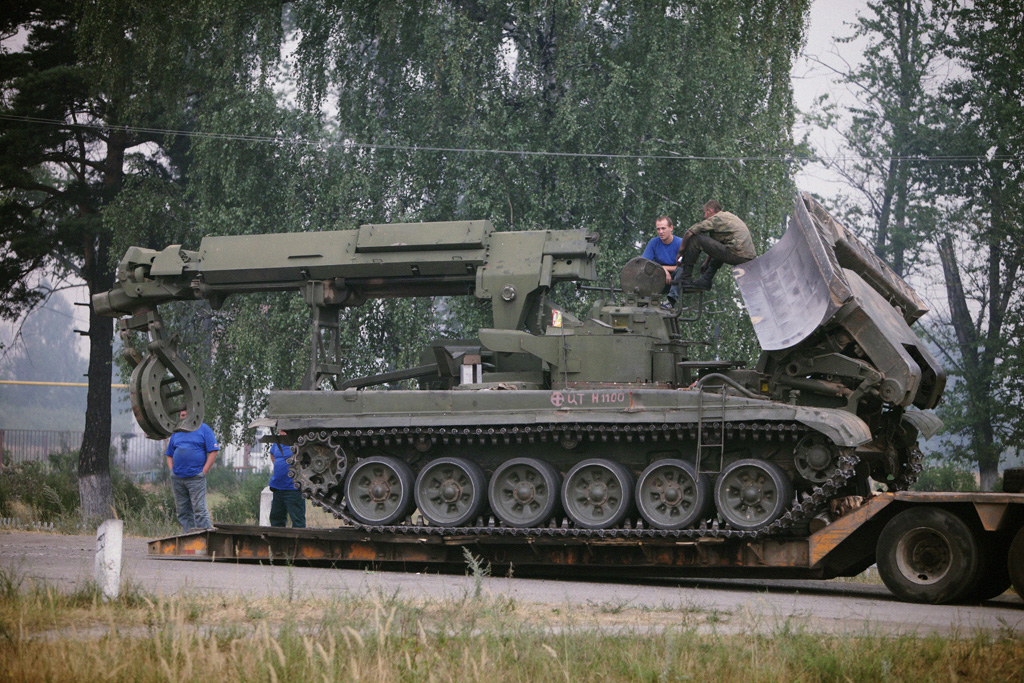
ІМР-2М2
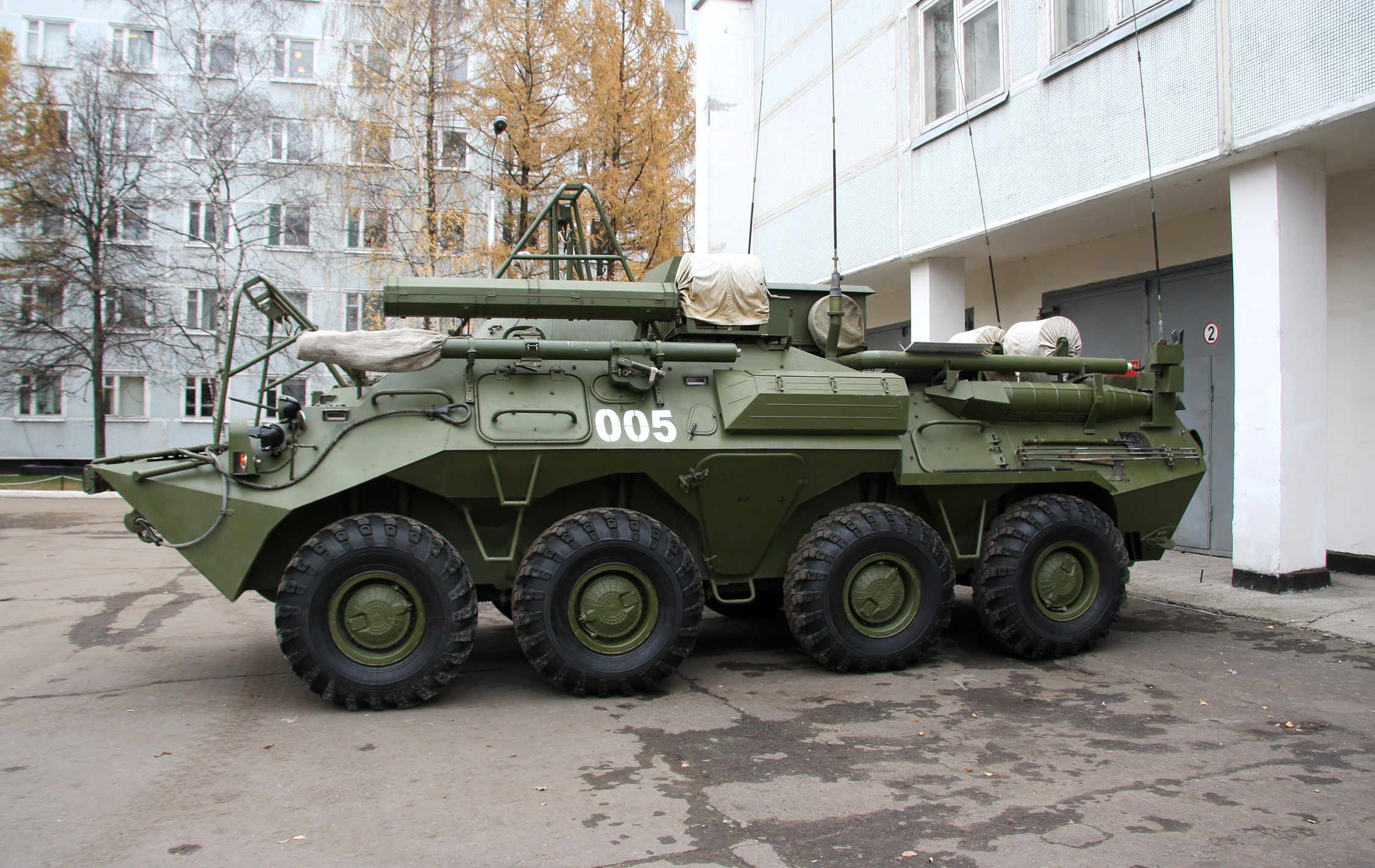
КШМ

## Змагання
На 2012 рік розвідрота бригади брала участь у спільних навчаннях в Італії, змаганнях в Індії.

## Втрати
З відкритих джерел відомо про деякі втрати бригади:
- 2 загиблих під час інтервенції в Сирію;
- ~36 загиблих у російсько-українській війні.